# Theo Custers
Theo Custers (n. Genk, 10 de agosto de 1950) es un exfutbolista belga que jugaba en la demarcación de portero.

## Selección nacional
Jugó un total de diez partidos con la selección de fútbol de Bélgica. Hizo su debut el 26 de septiembre de 1979 en un partido amistoso contra los Países Bajos. Además fue convocado para jugar la Eurocopa 1980 —aunque no jugó ningún partido tras la titularidad de Jean-Marie Pfaff— y para la Copa Mundial de Fútbol de 1982, donde disputó tan solo un partido, siendo este además el último que jugaría con la selección el 28 de junio de 1982 contra Polonia tras la lesión de Pfaff.

### Participaciones en Copas del Mundo
| Mundial                        | Sede   | Resultado    | Partidos | Goles |
| ------------------------------ | ------ | ------------ | -------- | ----- |
| Copa Mundial de Fútbol de 1982 | España | Segunda fase | 1        | 0     |

## Clubes
| Club                      | País         | Año       | Partidos | Goles |
| ------------------------- | ------------ | --------- | -------- | ----- |
| K Waterschei SV Thor Genk | Bélgica      | 1971-1975 | 103      | 0     |
| Royal Antwerp FC          | Bélgica      | 1975-1980 | 130      | 0     |
| Helmond Sport             | Países Bajos | 1981      | 19       | 0     |
| RCD Español               | España       | 1981-1983 | 34       | 0     |
| RKV Malinas               | Bélgica      | 1983-1986 | 96       | 0     |
| KSV Bornem                | Bélgica      | 1986-1988 | 57       | 0     |
| RFC Farciennes            | Bélgica      | 1988-1990 | 48       | 0     |